# Nando de Colo

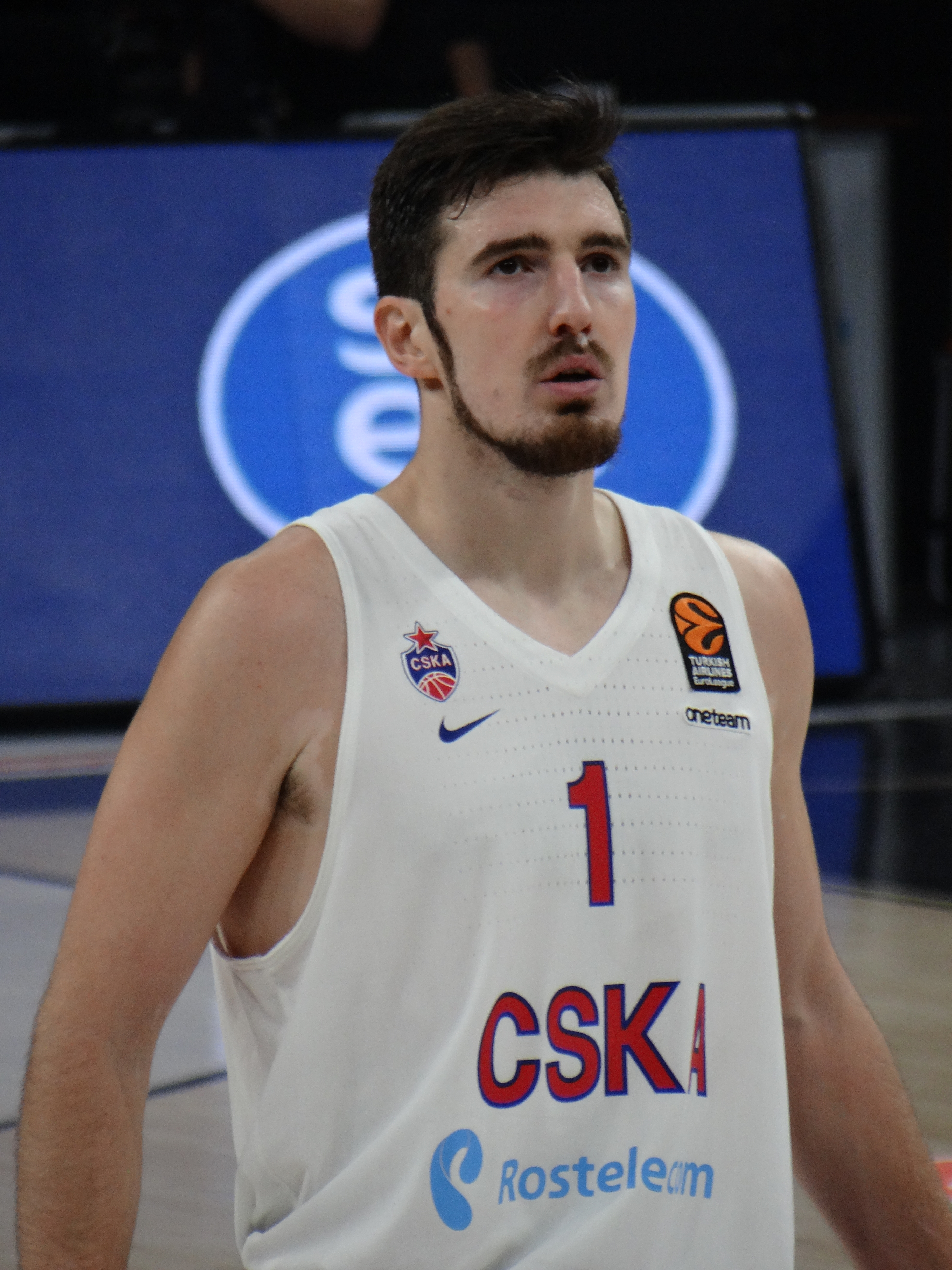

Nando de Colo (* 23. června 1987 Sainte-Catherine) je francouzský basketbalový reprezentant, hrající za ruský klub PBC CSKA Moskva na pozici rozehrávače nebo křídla. Měří 196 centimetrů.

## Klubová kariéra
Začínal v klubu Liévin Basket 62, odkud jako patnáctiletý přestoupil do prvoligového Cholet Basket. V roce 2005 se stal juniorským mistrem Francie, v roce 2008 vyhrál s týmem dospělých turnaj Semaine des As a v roce 2009 byl finalistou FIBA EuroChallenge. Téhož roku odešel do Španělska, kde hrál za Valencia Basket, v roce 2010 s ním získal ULEB Eurocup. Od roku 2012 působil v zámořské National Basketball Association v klubu San Antonio Spurs, kde byl jeho spoluhráčem krajan Tony Parker. V roce 2013 si zahrál ve finále NBA, v němž San Antonio podlehlo v sedmi zápasech týmu Miami Heat. Od roku 2014 hraje za CSKA Moskva. Třikrát vyhrál ruskou nejvyšší soutěž VTB United League (2015, 2016, 2017) a v roce 2016 Euroligu. Získal Cenu Alphonsa Forda pro nejlepšího střelce tohoto ročníku Euroligy (průměr 18,9 bodu na zápas) a cenu pro nejužitečnějšího hráče Final Four, na konci roku 2016 byl vyhlášen nejlepším evropským basketbalistou roku.

## Reprezentační kariéra
Za francouzskou reprezentaci sehrál od roku 2008 145 zápasů a zaznamenal v nich 1483 bodů. Získal zlatou medaili na mistrovství Evropy v basketbalu mužů 2013, stříbrnou na mistrovství Evropy v basketbalu mužů 2011 a bronzovou na mistrovství Evropy v basketbalu mužů 2015, na ME 2015 byl vybrán do týmu all-stars. Startoval také na mistrovství světa v basketbalu mužů 2010 (13. místo), olympijských hrách 2012 (6. místo) a olympijských hrách 2016 (6. místo). Vyhrál anketu o nejlepšího francouzského basketbalistu 2015 a 2016.

## Osobní život
Je ženatý, má dceru. Pochází z rodiny portugalských přistěhovalců, basketbal hrála jeho matka i mladší sestra Jessie de Colo, juniorská mistryně Evropy z roku 2009.